# Los anillos de Akhaten
Los anillos de Akhaten (The Rings of Akhaten) es el octavo episodio de la séptima temporada moderna de la serie británica de ciencia ficción Doctor Who, emitido originalmente 6 de abril de 2013. Fue escrito por Neil Cross y dirigido por Farren Blackburn.
En el episodio, la nueva compañera del Undécimo Doctor, Clara Oswald, emprende su primer viaje en la TARDIS hacia un planeta alienígena, Akhaten, donde se celebra un festival anual para honrar a un peligroso dios durmiente.

## Argumento
Tras los recientes acontecimientos, el Doctor decide aprender más sobre su nueva acompañante Clara y viaja por su pasado para observarla. Descubre que sus padres se conocieron por casualidad, al caerle una hoja en el rostro a su padre. Más tarde se entera de que su madre murió cuando Clara era aún una adolescente. El Doctor vuelve con la TARDIS al presente y recoge a Clara como habían acordado. Él le pregunta a dónde quiere viajar y ella le responde que quiere ver "algo asombroso".
El Doctor lleva a Clara a los anillos de Akhaten, donde observan varios planetoides orbitando un planeta mayor, con una brillante pirámide en uno de ellos. Ambos se dirigen a un gran mercado alienígena y le muestra varias especies de seres extraterrestres, incluido un mercader llamado Dor'een que intenta alquilarles una motocicleta espacial. El Doctor explica que en el mercado no se usa dinero para adquirir bienes, sino que intercambian por objetos con valor sentimental. Clara se separa del Doctor y encuentra a una niña pequeña que parece huir de alguien. La niña explica a Clara que su nombre es Merry Gejelh y que es la Reina de los Años; se oculta porque debe cantar una canción en una ceremonia y tiene miedo de hacerlo mal. Clara la tranquiliza y Merry parte a interpretar su canción.
El Doctor y Clara acuden al lugar dónde se celebra la ceremonia. Allí el Doctor explica que desde que los anillos empezaran a gravitar en ese lugar los habitantes cantan una canción todos los años para mantener dormido a un dios enfurecido. La gente teme que la deidad, al que llaman Abuelo, despierte y consuma el universo entero si la canción alguna vez se interrumpe. Merry comienza a cantar a la vez que un corista en la pirámide. Durante la canción, el Abuelo, que es una momia atrapada en una jaula de cristal, comienza a despertar. Merry entra en pánico, pensando que ha cometido un error en la canción. Un rayo de luz emerge de la pirámide y la arrastra hasta la construcción, junto a la momia. El Doctor y Clara rápidamente encuentran a Dor'een y alquilan la moto espacial utilizando un anillo de la madre de Clara como pago. Ambos vuelan hasta la pirámide, donde encuentran a la momia tratando de escapar de su trampa de cristal y alimentándose del alma de Merry. El Doctor promete a Merry que no tendrá que sacrificarse y que él detendrá al Abuelo. Cuando intentan escapar, un grupo de criaturas llamada la Vigilia llega y fuerza a Merry a sacrificarse. El Doctor se las arregla para mantenerlos a raya lo suficiente para que Clara y Merry escapen del interior de la pirámide, pero entonces la jaula de cristal se rompe y la momia escapa. Un rayo de luz golpea el planeta, revelando que el Abuelo no es la momia, sino el propio Akhaten, una criatura parasitaria del tamaño de un planeta.
Clara y Merry vuelan de vuelta al mercado y el Doctor se enfrenta a la criatura al darse cuenta de que se alimenta de recuerdos, historias y sentimientos. Trata de sobre-alimentarla ofreciéndole el total de su memoria de Señor del Tiempo. Este hecho por sí solo no es suficiente para saciar a la criatura y Clara regresa a la pirámide para ayudar. Ofrece al enorme parásito la hoja que voló a la cara de su padre el día que conoció a su madre. Ésta contiene una cantidad infinita de posibilidades incalculables que la madre de Clara nunca vio porque murió pronto. La criatura, saturada, implosiona y tanto el planeta como sus anillos son salvados.
El Doctor devuelve a Clara al mismo día del que partieron y le devuelve el anillo de su madre. Le cuenta que las criaturas a las que salvó querían que lo tuviera de vuelta. De repente, Clara recuerda haber visto al Doctor en el funeral de su madre y le pregunta por qué estaba allí. Él le dice que ella le recuerda a alguien que murió y Clara lo reprende por usarla como un sustituto. El Doctor le asegura que no estaba reemplazando a su amiga y Clara vuelve conforme a casa.

### Continuidad
En Las campanas de Saint John, el Doctor encuentra una hoja seca entre las páginas del libro de Clara, 101 Lugares para ver. Clara se refiere a ella como "página uno". En la escena inicial se muestra cómo la hoja provocó que un hombre estuviese a punto de tener un accidente y fue salvado por una mujer, que tras conocerlo se convertiría en su esposa y ambos engendrarían a Clara.
El Doctor vuelve a llevar las gafas de lectura de Amy Pond (Los ángeles toman Manhattan). El Doctor menciona a Clara que había visitado Akhaten anteriormente con su nieta, como referencia a Susan Foreman, nieta del Doctor y acompañante de su primera encarnación.
El Doctor menciona la Última Gran Guerra del Tiempo y la destrucción de los Señores del Tiempo (El fin del tiempo), recuerda haber visto el comienzo del tiempo (Castrovalva), viviendo para ver el tiempo agotándose (Utopía, El Big Bang) y estar en una dimensión donde las leyes de la física eran controladas por un loco (The Celestial Toymaker, The Mind Robber, The Three Doctors). También menciona saber conocimientos que nunca deberían contarse (La boda de River Song, El nombre del Doctor).

## Producción
El escritor Neil Cross era un fan de Doctor Who, pero nunca había tenido tiempo de escribir un episodio. La productora ejecutiva Caroline Skinner, que debutaba en la séptima temporada, le conocía, y le ofreció que ajustara su calendario para escribir un episodio, y él estaba dispuesto a hacerlo. El productor ejecutivo y director de guiones Steven Moffat estaba encantado de que se uniera Cross, ya que él era un show runner por derecho con su serie Luther. Cross había escrito el décimo episodio de la temporada, Oculto, y se le pidió que escribiera Los anillos de Akhaten cuando gustó aquel trabajo. Jenna-Louise Coleman dijo que este era uno de sus episodios favoritos de la segunda parte de la temporada, ya que fue la primera aventura para Clara, que le permitió a la audiencia ver la historia "empezar de nuevo".
La idea de tener un episodio basado en un planeta alienígena fue de Moffat, Skinner y Marcus Wilson cuando se dieron cuenta de que habían hecho episodios en grandes localizaciones durante la primera parte de la temporada, con Un pueblo llamado Misericordia y Los ángeles toman Manhattan, pero no tenían ninguno para la segunda parte. Decidieron crear una historia ambientada en "un mundo creado en nuestros estudios para hacerte creer que realmente estás ahí fuera", en lugar de que el Doctor "prometa maravillas sobrenaturales a sus acompañantes, y después les tenga atrapados en un túnel bajo tierra". Así, se diseñó el episodio para permitir al Doctor mostrar de verdad a su acompañante las maravillas que le había prometido. El equipo de producción pretendía mostrar "el mejor planeta alienígena" de Doctor Who.

## Emisión y recepción
Las mediciones nocturnas de audiencia mostraron que el episodio fue visto por 5,5 millones de espectadores, un 28,8% de share. Las mediciones definitivas fueron de 7,45 millones de espectadores, siendo el sexto programa más visto de la semana en BBC One. Su puntuación de apreciación fue de 84.
El episodio recibió críticas entre positivas y mezcladas. Neela Debnath de The Independent lo llamó "cálido de corazón" y sintió que centrar el episodio alrededor de una niña "le añade algo". También alabó la estética y la naturaleza protectora del personaje de Clara. Geoff Berkshire de Zap2it compartió sentimientos similares, y también alabó la interpretación de Emila Jones. Ambos compararon la historia con la era de Russell T Davies (2005-2010). Dan Martin de The Guardian describió la historia como "sencilla y directa, pero contada a trazos amplios y efectivos" con efectos visuales "maravillosos". Alabó particularmente la efectividad emocional del final, pero pensó que "la Momia", aunque visualmente impresionante, era "un poco decepcionante después de tanta preparación".
Mark Snow de IGN le dio al episodio un 7,2 sobre 10. Escribió que Akhaten "parecía un mundo completamente formado", pero crítico la resolución y la apariencia de la Momia. Gavin Fuller del Daily Telegraph le dio al episodio 3,5 estrellas sobre 5, calificándolo como "una bolsa mezclada... pero todavía llena de suficientes elementos de unicidad para demostrar, casi 50 años después, porque sigue sin haber nada como Doctor Who en televisión". Escribió que la religión y la canción estuvieron bien realizadas, pero pensó que el "parásito mental" era demasiado similar a la Gran Inteligencia que había aparecido la semana anterior, y también pensó que los muchos alienígenas "daban más de una pista de intentarlo demasiado y no le dejaban lo mejor a las estrellas".
Morgan Jeffery de Digital Spy alabó a Clara y los monstruos, pero pensó que después de una buena construcción, el episodio se derrumbó en el clímax, que él encontró "demasiado fantástico". Richard Edwards de SFX fue más negativo, dándole 3 estrellas sobre 5. Pensó que la historia tenía bastantes ideas interesantes, pero después se desarrollaron de forma estándar. También criticó el uso del destornillador sónico y el monólogo del Doctor, que pensó que últimamente había utilizado demasiado, pero dijo que Clara salvó el episodio. Patrick Mulkern de Radio Times también quedó decepcionado, diciendo que "no ofrece mucho más que una serie de eventos y tiene una premisa más absurda de lo habitual". Cuestionó la física y notó que no había un final como es debido, y sorprendentemente encontró a Smith por debajo de su nivel habitual de interpretación. Graham Kibble-White de Doctor Who Magazine también se mostró negativo en el número 460, escribiendo "No hubo un solo ojo lloroso en la casa, ya que el patetismo corrió nausabundamente loco".